# Michael Gore
Michael Gore (* 5. März 1951 in Brooklyn, New York City als Michael Goldstein) ist ein US-amerikanischer Komponist.

## Leben
Michael Gore besuchte bis 1969 die Dwight-Englewood School in Englewood, New Jersey. Danach studierte er an der Yale University, wo er 1973 mit dem Bachelor of Arts abschloss.
Zusammen mit seiner älteren Schwester, der Sängerin Lesley Gore, gewann Michael Gore 1980 neben dem Oscar für Beste Filmmusik auch den Oscar für den Besten Song mit dem Song Fame im gleichnamigen Film.
Michael Gore ist der Neffe des Produzenten Howie Horwitz.

## Diskografie
- 1984: Footloose (Soundtrack)
- 1990: I’m Your Baby Tonight von Whitney Houston

## Filmografie (Auswahl)
- 1980: Fame – Der Weg zum Ruhm (Fame)
- 1983: Zeit der Zärtlichkeit (Terms of Endearment)
- 1986: Pretty in Pink
- 1990: Mit den besten Absichten (Don't Tell Her It's Me)
- 1991: Der Mann ihrer Träume (The Butcher's Wife)
- 1991: Rendezvous im Jenseits (Defending your life)
- 1993: Mr. Wonderful
- 1999: Superstar – Trau' dich zu träumen (Superstar)

## Musical
Michael Gore komponierte die Musik zum 1988 uraufgeführten Musical Carrie, das auf dem im Jahr 1974 veröffentlichten gleichnamigen Roman von Stephen King basiert. Sein langjähriger Partner Lawrence D. Cohen schrieb das Libretto, Dean Pitchford die Liedtexte.

## Auszeichnungen
Oscar
- 1981: Auszeichnung für die Beste Filmmusik von Fame
- 1981: Auszeichnung für den Besten Song mit "Fame" aus Fame – Der Weg zum Ruhm
- 1981: Nominierung für den Besten Song mit "Out Here on My Own" aus Fame – Der Weg zum Ruhm
- 1984: Nominierung für die Beste Filmmusik von Zeit der Zärtlichkeit

Golden Globe Award
- 1981: Auszeichnung für den Besten Filmsong mit Fame
- 1981: Nominierung für die Beste Filmmusik von Fame

British Academy Film Award
- 1981: Nominierung für die Beste Filmmusik von Fame – Der Weg zum Ruhm

BMI Film & TV Awards
- 1987: Pretty in Pink

Grammy Awards
- 1981: Nominierung für Best Album of Original Score Written for a Motion Picture or Television Special von Fame
- 1985: Nominierung für Best Album of Instrumental Score Written for a Motion Picture or Television Special von Footloose